# Dr.-Constantin-Rădulescustadion
Het Dr.-Constantin-Rădulescustadion (CFR Cluj Stadion) is een multifunctioneel stadion in Cluj-Napoca, een stad in Roemenië. Het stadion is vernoemd naar Constantin Rădulescu (1896–1981), een Roemeense voetballer. Het stadion wordt vooral gebruikt voor voetbalwedstrijden, de voetbalclub CFR Cluj maakt gebruik van dit stadion.
Het stadion werd gebouwd in 1973. Tot 2004 konden er 10.000 toeschouwers in. In 2008 werd het stadion gerenoveerd. Na de renovatie werd het toeschouwersaantal uitgebreid naar 23.500. In dat jaar bereikte CFR Cluj ook de UEFA Champions League.

## Interlands
| No. | Datum            | Wedstrijd                         | Uitslag | Toernooi               |                  |
| --- | ---------------- | --------------------------------- | ------- | ---------------------- | ---------------- |
| 1.  | 6 september 2008 | voetbalelftal Roemenië – Litouwen | 0–3     | Kwalificatie WK 2010   | Onderlinge duels |
| 2.  | 9 november 2017  | voetbalelftal Roemenië – Turkije  | 2–0     | Vriendschappelijk      | Onderlinge duels |
| 3.  | 26 maart 2019    | voetbalelftal Roemenië – Faeröer  | 4–1     | Kwalificatie Euro 2020 | Onderlinge duels |